# Казе Романи (Терамо)
Казе Романи (итал. Case Romani) је насеље у Италији у округу Терамо, региону Абруцо.
Према процени из 2011. у насељу је живело 61 становника. Насеље се налази на надморској висини од 205 м.